# Крюэзиу, Хекуран
Хекуран Крюэзиу (алб. Hekuran Kryeziu; 12 февраля 1993 года, Люцерн, Швейцария) — косоварский футболист, играющий на позиции полузащитника за швейцарский клуб «Винтертур».

## Клубная карьера
Хекуран Крюэзиу — воспитанник швейцарского клуба «Люцерн», где он занимался футболом с 2004 года. 22 мая 2011 года Крюэзиу дебютировал в Суперлиге, сыграв все 90 минут в домашнем поединке «Люцерна» против «Цюриха». Игра же закончилась разгромом его команды со счётом 0:5. Последующие 3 сезона Крюэзиу изредка появлялся на поле в матчах «Люцерна», а в июне 2014 года он был отдан в аренду «Вадуцу», новичку предстоящего сезона швейцарской Суперлиги.
В команде из Лихтенштейна Крюэзиу стал игроком основного состава, а по окончании сезона 2014/15 вернулся в «Люцерн». Спустя ровно 4 года после дебютного матча в швейцарской Суперлиге Крюэзиу забил свой первый гол в ней. Случилось это также в матче против «Цюриха», и также гостевая команда разгромила соперников, забив 5 мячей. Но на этот раз этой командой был «Люцерн».
2 февраля 2016 года Крюэзиу продлил контракт с «Люцерном» до конца июня 2018 года.

## Карьера в сборной
Херукану Крюэзиу довелось сыграть ряд матчей в разных возрастных молодёжных сборных Швейцарии.
Пердедай также провёл 1 матч за сборную Косова, против сборной Албании. Встреча состоялась 13 ноября 2015 года в Приштине.

## Статистика выступлений

### В сборной
| Матчи и голы Хекурана Крюэзиу за сборную Косова | Матчи и голы Хекурана Крюэзиу за сборную Косова | Матчи и голы Хекурана Крюэзиу за сборную Косова  | Матчи и голы Хекурана Крюэзиу за сборную Косова | Матчи и голы Хекурана Крюэзиу за сборную Косова | Матчи и голы Хекурана Крюэзиу за сборную Косова | Матчи и голы Хекурана Крюэзиу за сборную Косова |
| №                                               | Дата                                            | Место проведения                                 | Соперник                                        | Счёт                                            | Голы                                            | Соревнование                                    |
| ----------------------------------------------- | ----------------------------------------------- | ------------------------------------------------ | ----------------------------------------------- | ----------------------------------------------- | ----------------------------------------------- | ----------------------------------------------- |
| 1                                               | 13 ноября 2015                                  | Городской стадион, Приштина                      | Албания                                         | 2:2                                             | —                                               | Товарищеский матч                               |
| 2                                               | 3 июня 2016                                     | Фольксбанк Штадион Франкфурт, Франкфурт-на-Майне | Фареры                                          | 2:0                                             | —                                               | Товарищеский матч                               |
| 3                                               | 5 сентября 2016                                 | Веритас, Турку                                   | Финляндия                                       | 1:1                                             | —                                               | Квалификация ЧМ 2018                            |
| 4                                               | 6 октября 2016                                  | Лоро Боричи, Шкодер                              | Хорватия                                        | 0:6                                             | —                                               | Квалификация ЧМ 2018                            |
| 5                                               | 9 октября 2016                                  | Стадион Краковии, Краков                         | Украина                                         | 0:3                                             | —                                               | Квалификация ЧМ 2018                            |
| 6                                               | 24 марта 2017                                   | Лоро Боричи, Шкодер                              | Исландия                                        | 1:2                                             | —                                               | Квалификация ЧМ 2018                            |
| 7                                               | 11 июня 2017                                    | Лоро Боричи, Шкодер                              | Турция                                          | 1:4                                             | —                                               | Квалификация ЧМ 2018                            |
| 8                                               | 2 сентября 2017                                 | Максимир, Загреб                                 | Хорватия                                        | 0:1                                             | —                                               | Квалификация ЧМ 2018                            |
| 9                                               | 5 сентября 2017                                 | Лоро Боричи, Шкодер                              | Финляндия                                       | 0:1                                             | —                                               | Квалификация ЧМ 2018                            |
| 10                                              | 6 октября 2017                                  | Лоро Боричи, Шкодер                              | Украина                                         | 0:2                                             | —                                               | Квалификация ЧМ 2018                            |
| 11                                              | 13 ноября 2017                                  | Олимпийский стадион Адем Яшари, Митровица        | Латвия                                          | 4:3                                             | —                                               | Товарищеский матч                               |
| 12                                              | 24 марта 2018                                   | Жан Роллан, Франконвиль                          | Мадагаскар                                      | 1:0                                             | —                                               | Товарищеский матч                               |
| 13                                              | 27 марта 2018                                   | Жан Роллан, Франконвиль                          | Буркина-Фасо                                    | 2:0                                             | —                                               | Товарищеский матч                               |
| 14                                              | 7 сентября 2018                                 | Бакинский олимпийский стадион, Баку              | Азербайджан                                     | 0:0                                             | —                                               | Лига наций УЕФА 2018/2019                       |
| 15                                              | 10 сентября 2018                                | Фадиль Вокри, Приштина                           | Фарерские острова                               | 2:0                                             | —                                               | Лига наций УЕФА 2018/2019                       |
| 16                                              | 11 октября 2018                                 | Фадиль Вокри, Приштина                           | Мальта                                          | 3:1                                             | —                                               | Лига наций УЕФА 2018/2019                       |
| 17                                              | 17 ноября 2018                                  | Национальный стадион, Та-Кали                    | Мальта                                          | 5:0                                             | —                                               | Лига наций УЕФА 2018/2019                       |
| 18                                              | 20 ноября 2018                                  | Фадиль Вокри, Приштина                           | Азербайджан                                     | 4:0                                             | —                                               | Лига наций УЕФА 2018/2019                       |
| 19                                              | 25 марта 2019                                   | Фадиль Вокри, Приштина                           | Болгария                                        | 1:1                                             | —                                               | Квалификация ЧЕ-2020                            |

Итого: 19 матчей / 0 голов; eu-football.info.